# Perisphaerus contiguus
Perisphaerus contiguus är en kackerlacksart som först beskrevs av Henri Saussure 1873.  Perisphaerus contiguus ingår i släktet Perisphaerus och familjen jättekackerlackor. Inga underarter finns listade i Catalogue of Life.